# St. Josef (Zirndorf)

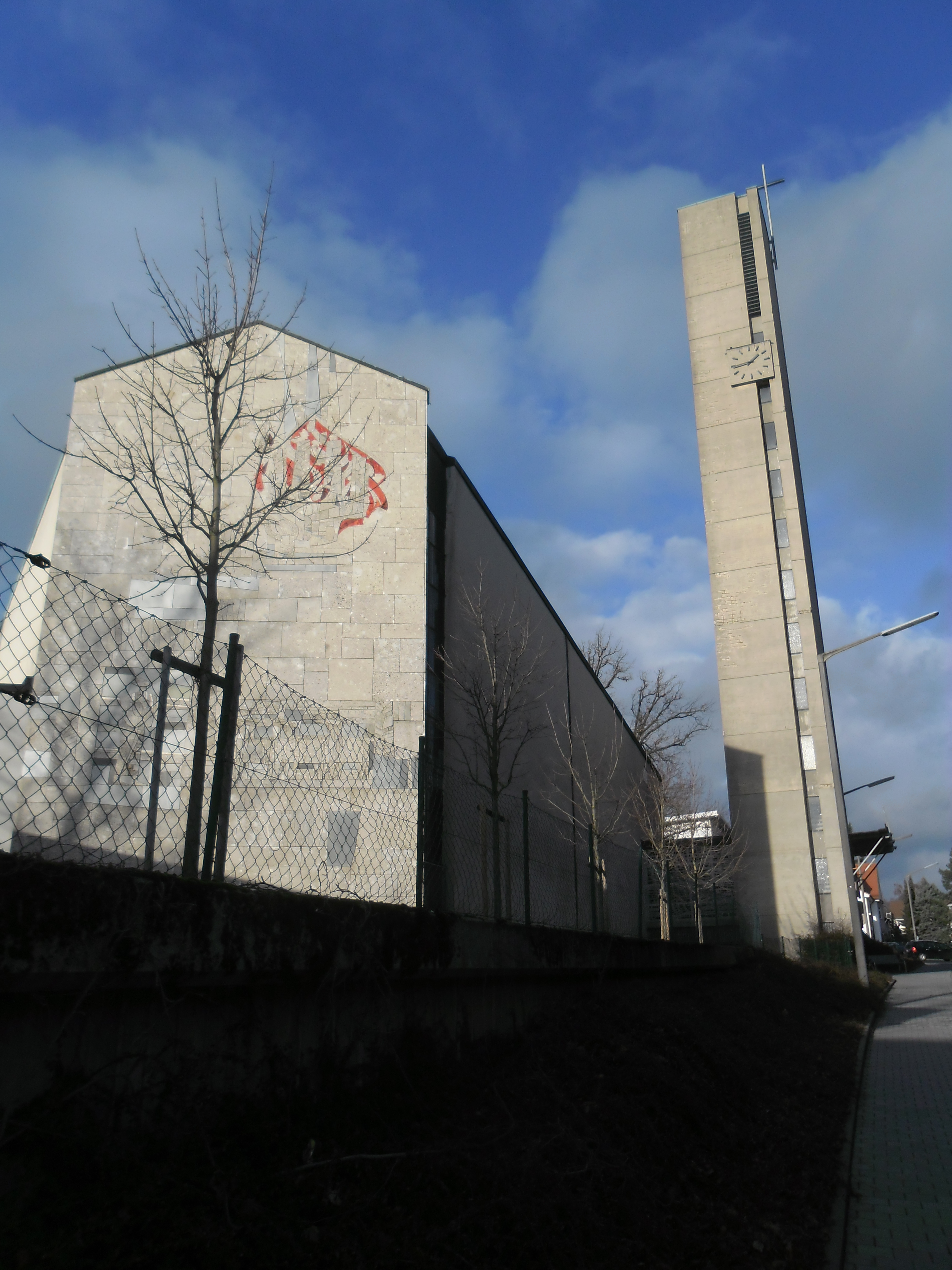

Die römisch-katholische Kirche St. Josef der Arbeiter befindet sich in Zirndorf im Landkreis Fürth in der Bergstraße nördlich des Bahnhofs. Das Kirchengrundstück wird auf seiner Ostseite von der Fürther Straße (Staatsstraße 2242) begrenzt. Die Pfarrei gehört zum Dekanat Fürth des Erzbistums Bamberg.

## Geschichte
Im Jahr 741 zählte der Zirndorfer Raum zum Eigenbesitz des Bistums Eichstätt. Mitte des 10. Jahrhunderts baute das Bistum Eichstätt in Zirndorf eine Kirche, die dem Heiligen Clemens geweiht wurde. Der Zirndorfer Kirchensprengel dehnte sich aufgrund der zahlreichen Siedlungsaktivitäten auf die Orte Altenberg, Anwanden, Kreutles, Lind, Oberasbach, Rehdorf und Unterasbach aus. Zirndorf wurde im Jahre 1528 durch den Markgrafen Georg der Reformation zugeführt. Danach gab es fast 400 Jahre lang keine römisch-katholische Gemeinde mehr in Zirndorf.
Der erste Zirndorfer römisch-katholische Geistliche nach der Reformation war Karl Boehm. Durch den wachsenden Zuzug im Laufe der Industrialisierung Ende des 19. Jahrhunderts zählte man im Jahre 1900 bereits 300 Katholiken in Zirndorf. Die erste St.-Josef-Kirche wurde im Mai 1904 eingeweiht. Im Jahre 1913 fand die Amtseinführung von Pfarrer Friedrich Dörfler statt. 1922 wurde er zum ersten katholischen Stadtpfarrer der Diasporapfarrei Sankt Josef eingeführt, die zu dieser Zeit ca. 950 Gläubige zählte.

## Kapelle
Das Ehepaar Adolf und Meta Narr stiftete das Grundstück an der Bergstraße und es konnte mit dem Bau einer Kapelle begonnen werden. Am 29. Mai 1904 fand die Grundsteinlegung statt. Schon im selben Jahr konnte die kleine Kirche geweiht werden. Die Baukosten betrugen im Jahre 1904 50.000,-- Mark. Die Kirche bot 400 Gläubigen Platz, davon waren aber nur 80 Sitzplätze. Nach Beendigung des Zweiten Weltkrieges kamen viele Heimatvertriebene aus dem Osten nach Zirndorf vor allem katholische Sudetendeutsche. Dadurch wuchs die katholische Gemeinde in Zirndorf so stark, dass im Jahre 1963 beschlossen wurde, die kleine Kirche, die mittlerweile zu klein geworden war und nicht mehr allen Gemeindemitgliedern Platz bot, durch eine neue, größere Kirche zu ersetzen.
Nachdem am 20. April 1966 ein letzter Abendgottesdienst stattgefunden hatte, wurde ab dem 29. April 1966 die alte Kapelle abgebrochen.

## Neue Kirche
Der Nürnberger Architekt Robert Gruber wurde mit der Planung einer neuen Kirche beauftragt. Die Baupläne stammen vom 21. März 1963. Zuerst wurde ein neues Pfarrhaus an der Bergstraße erstellt. Dann brach man das alte Pfarrhaus ab, um Platz zu schaffen. Am 30. Juni 1964 wurde feierlich der Grundstein für die neue Kirche gelegt. Am 3. November 1964 wurde Richtfest gefeiert. Der hohe Kirchturm an der Fürther Straße wurde gleichzeitig errichtet. Seine Glocken weihte man am 27. Februar 1966. Am 18. September 1966 wurde die neue Kirche „St. Josef der Arbeiter“ durch den Bamberger Erzbischof Schneider geweiht.

## Lage
Die Kirche erhebt sich auf einem dreieckigen nach Osten und Süden abfallenden Grundstück, welches von der verkehrstechnisch wichtigen Fürther Straße und der Bergstraße begrenzt wird. Die Breitseite und der Kirchturm liegen an der Fürther Straße. Von Süden wirkt die Kirche äußerst beherrschend. Der Kirchenvorplatz mit Eingangsbereich liegt in dem Zwickel, wo die Fürther Straße auf die Bergstraße trifft. Er ist mit sehr großen Waschbetonplatten bedeckt. Die vordere nördliche Grundstückspitze bildet ein Parkplatzbereich. Das Mauerstück, auf das die Hauptportalachse trifft, ist als Totenehrenmal besonders gestaltet. Auf der Mauer befinden sich Schriftzüge und davor steht eine Brozepietà des Nürnberger Künstlers Otto Goppel. Eine neben dem Turm hochführende Treppe ermöglicht einen weiteren Zugang. Den Westeingang erreicht man über die Bergstraße.

## Architektur
Die Kirche hat einen sechseckigen symmetrischen Grundriss. Darüber wurde ein Satteldach gezogen. Somit ergeben sich zu zwei gegenüberliegenden Gebäudeecken ansteigende Traufen. Je nach Standort ziehen sie sich zu zwei breit gelagerten Giebeln zusammen. Das Kirchendach ist mit Kupferbahnen eingedeckt. Die abgestumpfte Südostecke der Kirche erscheint als schmale Giebelfront. Auf der Südostfassade befindet sich das Mosaik „Brennender Dornbusch“. In der Nordwestfassade sind sehr hohe bunte Kirchenfenster angebracht. Der Turm ist aus Sichtbeton in einer Querschalung hergestellt. Zwei quadratische Zifferblätter aus Beton zeigen die Uhrzeit. Im Innenbereich führt der drachenförmige Grundriss mit der Firstlinie zum Altar hin. An der Nordwand, der Nordwestecke und an beiden Seiten des Altarraums befinden sich farbige Kirchenfenster. Die künstlerische Gesamtausstattung stammt von dem Nürnberger Künstler Herbert Bessel. Den Hauptaltar bildet ein rechteckiger Natursteinblock. Die große Pfeifenorgel von der Firma Walker wurde am 1. April 1979 eingeweiht. In beiden Eingangshallen finden sich farbstarke Betonglasfenster von Herbert Bessel.

## Veränderungen
Seit 2002 wurde an dem Umbau der Pfarrei Sankt Josef gearbeitet. Das alte Pfarrhaus aus den Sechzigern wurde abgerissen. Das neue Pfarrzentrum wurde im Jahr 2004 eingeweiht. Es hat keine bauliche Verbindung zur Kirche mehr. Man kann aber heute noch Spuren der Verbindung zwischen altem Pfarrhaus und Kirche erkennen.